# Sint-Pieters-op-den-Dijk
Sint-Pieters is een wijk in Brugge, de hoofdstad van de Belgische provincie West-Vlaanderen. De wijk ligt in het noordwesten van de stad.

Sint-Pieters was vroeger een afzonderlijk dorpje, en tot 1899 een afzonderlijke gemeente met de naam Sint-Pieters-op-den-Dijk. De wijk telt ruim 7.500 inwoners. Eertijds was dit stuk poldergrond tussen Brugge en de zee een moerassig gebied dat geregeld werd overspoeld door de zee.
Een natuurlijke waterloop, de Rogia of Reie, mondde hier uit in een soort Waddenzee. Aan die waterloop ontstond de stad Brugge. Soms stroomde de zee over alles heen tot in het hart van de stad, dan weer trok ze zich zo ver terug dat er gebieden droog kwamen die nu onder de zeespiegel liggen.

## Geschiedenis

### Steentijd
In dit gebied werden sporen teruggevonden van vroegere menselijke activiteiten die teruggaan tot de jongere steentijd, ongeveer 3000 jaar geleden: scherven, werktuigen, kleinagels, scheepswrakken enz.

### Romeinen
200 jaar vóór Christus overstroomde het gebied tot Brugge. De Duinkerke I-transgressie duurde tot de komst van de Romeinen. Rond het jaar 50 lag het gebied weer betrekkelijk droog. Menapiërs kwamen er terug wonen.

### Laatste zeeoverstroming van Sint-Pieters
Rond het jaar 300 overstroomde de streek echter opnieuw. Het water van de Duinkerke II-transgressie drong zelfs de stad Brugge binnen. Pas rond het jaar 600 kwam alles definitief droog.
Een natuurlijke duinengordel ontstond. Alleen enkele kreken en geulen bleven over.
Aanvankelijk werd dit nu droogblijvende gebied het Oudland geheten maar ook de naam Het Blote ontstond. Maar de nu meest bekende naam die in de zevende eeuw aan dit stukje polderland werd gegeven was "Vlaanderen". Later zou deze naam gegeven worden aan een heel Belgisch gewest.

### 7e-12e eeuw
Vanaf de 7e eeuw bestond de parochie Snellegem, die zich uitstrekte tot in het droogvallende gebied waar later Sint-Pieters-op-den-Dijk zou ontstaan.
Rond het jaar 1000 begonnen lekenbroeders te werken aan de drooglegging van de moerassen. Ze kregen de schorren in leen van de graaf van Vlaanderen om ze in cultuur te brengen. Dijken werden aangelegd en wegen ontstonden met de eerste nederzettingen: Ten Poele, het Tempelhof van de ridderorde van de Tempeliers, de Monnikenwerve en Ter Doest zijn het bekendst.

Reeds vóór 1167 was er bewoning in het gehucht Scepstale (cf. Kristus-Koning), gelegen rond een waterput en de brug over de Leet (nu Oostendse vaart). Aan deze Scheepsdalebrug vestigden zich vooral ambachtslui en schippers.
Tot de 12e eeuw viel het grondgebied van Sint-Pieters-op-den-Dijk onder het beheer van de Sint-Salvatorsparochie en de stad Brugge. De parochiegrens vormde in die tijd de grens van het gebied. Maar ook de latere parochie Sint-Gillis had hier grondgebied.

### 13e-18e eeuw: parochie

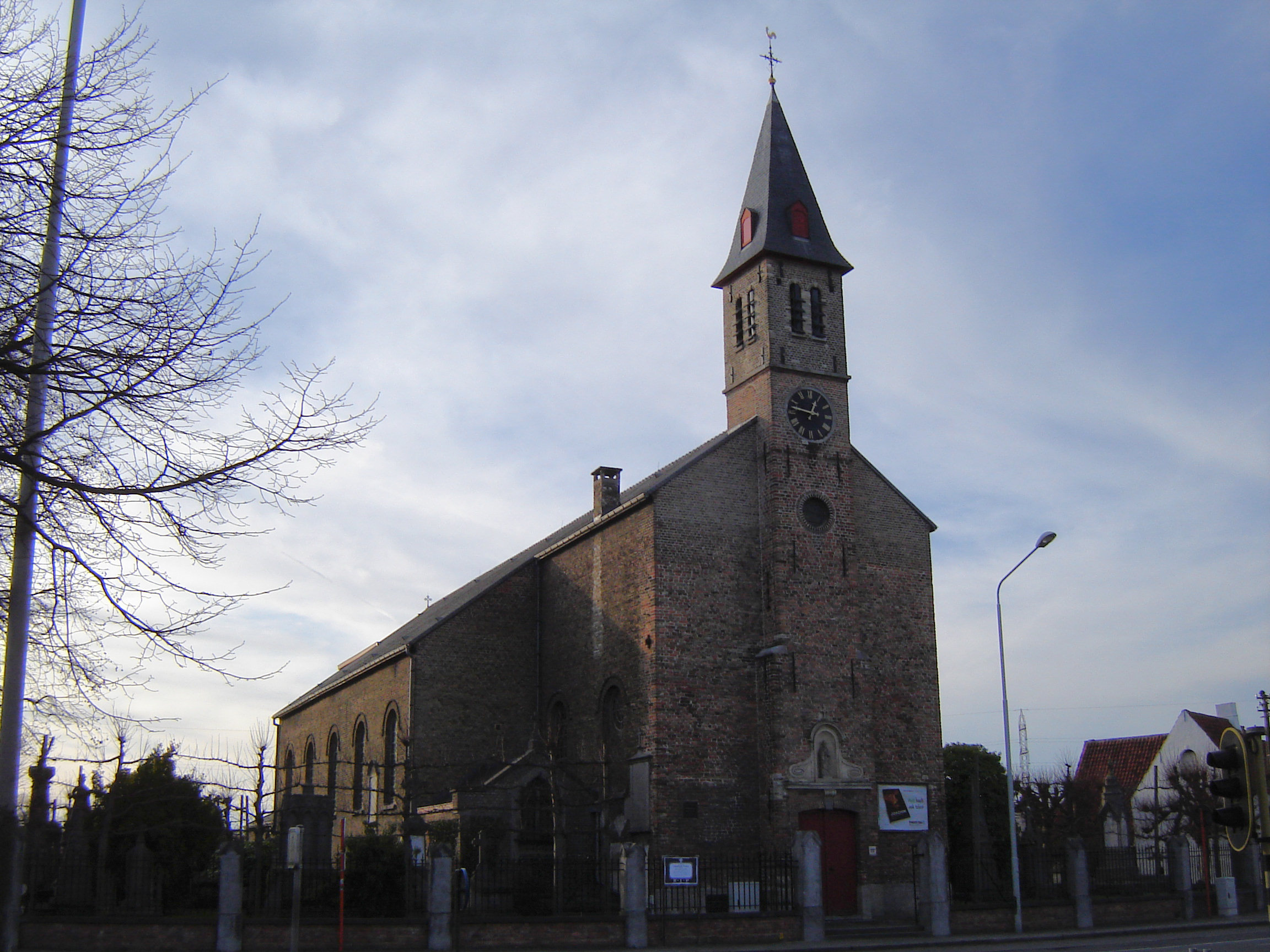
Sint-Pieterskerk

In 1196 kwam er een eerste kerkje, toegewijd aan apostel Petrus. Aanvankelijk werd het kerkgehucht Sint-Pieters-ten-Poele genoemd, naar het nabijgelegen domein. Rond 1210 werd beslist het deel voorbij de Leet uit de Sint-Salvatorsparochie af te zonderen om er een nieuwe parochie te vormen. In elk geval is Sint-Pieters als kapelanij afgescheiden in 1218.

Bij akte van 1 mei 1275 van Margareta van Constantinopel, gravin van Vlaanderen, werd er voor het eerst een stadsgrens van Brugge bepaald, en dus ook die met Sint-Pieters-op-den-Dijk. Die grens werd gevormd door de Leet. Voor de naam van de kerk werd vanaf dan gekozen voor Sint-Pieters-up-den-dyc. Misschien zou tegen of achter den dyc juister geweest zijn, want de kerk lag vlak naast het kruispunt van twee dijken, goed beschermd tegen overstromingen. De begaanbare wegen lagen toen op de dijken, zodat de kerk vaak alleen over de dijk te bereiken was en de naam Sint-Pieters-op-den-Dijk voor de hand lag. Vanaf 1293 bestond Sint-Pieters dan als afzonderlijke parochie.
Kort daarop, in 1297, begon men de tweede Brugse omwallingen aan te leggen, de huidige vesten.
In 1352 werd de grens tussen Brugge en Sint-Pieters-op-den-Dijk gewijzigd. Het stadsareaal werd groter en de grens werd verlegd van de Leet tot aan Sint-Pieterskerk. Het gebied binnen deze grens maar buiten de stadsomwalling werd aangeduid als "Paallanden", naar de stenen grenspalen.
De grens werd nu een rechte lijn van de Waggelwaterbrug over de Oostendse Vaart, naar de Sint-Pieterskerk en dan een tweede rechte lijn naar de Damse Vaart.
De "gemeente" bestond niet als naam. De parochie was ook verantwoordelijk voor het burgerlijke bestuur. Aan het hoofd van dit burgerlijke bestuur stond een hoofdman, gekozen met goedkeuring van het Brugse Vrije uit de vooraanstaanden van de gemeente. Op de hoofdman berustte de plicht de belasting te innen voor het Brugse Vrije. Hij werd bijgestaan door een ontvanger, een officier (militair verantwoordelijke) en een beryder (veldwachter). Ze vergaderden meestal in een van de herbergen rond Scheepsdale.
Administratief hing een deel van Sint-Pieters dus af van het Brugse Vrije. De belasting heette uutsendt, pointinghe of settinghe. Het bedrag werd evenredig verdeeld over de parochianen, volgens de hoeveelheid grond die ze uitbaatten.

#### Maria van Bourgondië
Op woensdag 6 maart 1482 viel Maria van Bourgondië (1457-1482) van haar paard op het einde van een valkenjacht die startte in het kasteel van Wijnendale. Dit gebeurde bij een kapelletje toegewijd aan Sint-Hubertus langs de Zandweg (nu Oostendse Steenweg). Ze was erg toegetakeld want het gewicht van het paard had haar borst ingedrukt. Ze ademde moeilijk. Ze werd binnengedragen in het leenhof ‘De seven Torren’ vlak bij de kapel. De aanwezige familie Veranneman hielp zoveel ze kon maar kon haar verder niet helpen. 
De stad was echter dichtbij en half verdoofd werd ze per koets overgebracht naar het Prinsenhof waar ze drie weken later op 27 maart 1482 overleed.
Op 2 april werd Maria van Bourgondië onder massale belangstelling ten grave gedragen. Volgens haar wensen werd ze begraven in de Onze-Lieve-Vrouwekerk, waar ze enkele jaren later een gotisch grafmonument kreeg. Het bronzen ligbeeld (gisant) werd gemaakt rond 1500 en geboetseerd aan de hand van haar dodenmasker.

### 1796-1899: gemeente
Op het einde van de 18e eeuw werden onder Frans bewind nieuwe gemeentegrenzen vastgelegd. Op 15 februari 1796 werd door het toenmalige Frans bestuur beslist dat alle gronden buiten de Brugse vesten bij de naaste gemeente werden gevoegd. Zo ontstonden de verschillende toenmalige Brugse randgemeenten. Voor wat Sint-Pieters betreft betekende dit de gronden buiten de Ezelpoort, tot aan de Oostendse vaart, bekend onder de naam Schipstale of Scheepsdale.
De parochie Sint-Pieters kreeg officieel de naam: commune of gemeente Sint-Pieters-op-den-Dijk. De oppervlakte van de gemeente was toen 1.081 ha en er woonden 600 inwoners. Het gemeentehuis lag op het pleintje naast de kerk. De gemeenteraad vergaderde echter meestal in de herberg "De Geernaartmarkt" dicht bij de Scheepsdalebrug, waar toen het drukste centrum van Sint-Pieters-op-den-Dijk lag. Het hart van Sint-Pieters-op-den-Dijk klopte sinds eeuwen rond de wijk Scheepsdale. Rond de kerk en in de polders leefden de mensen van de landbouw.
In 1851 kwam de spoorlijn die Sint-Pieters-op-den-Dijk in twee sneed. Rond 1909 werd de spoorlijn verhoogd zodat de overwegen vervangen werden door viaducten.

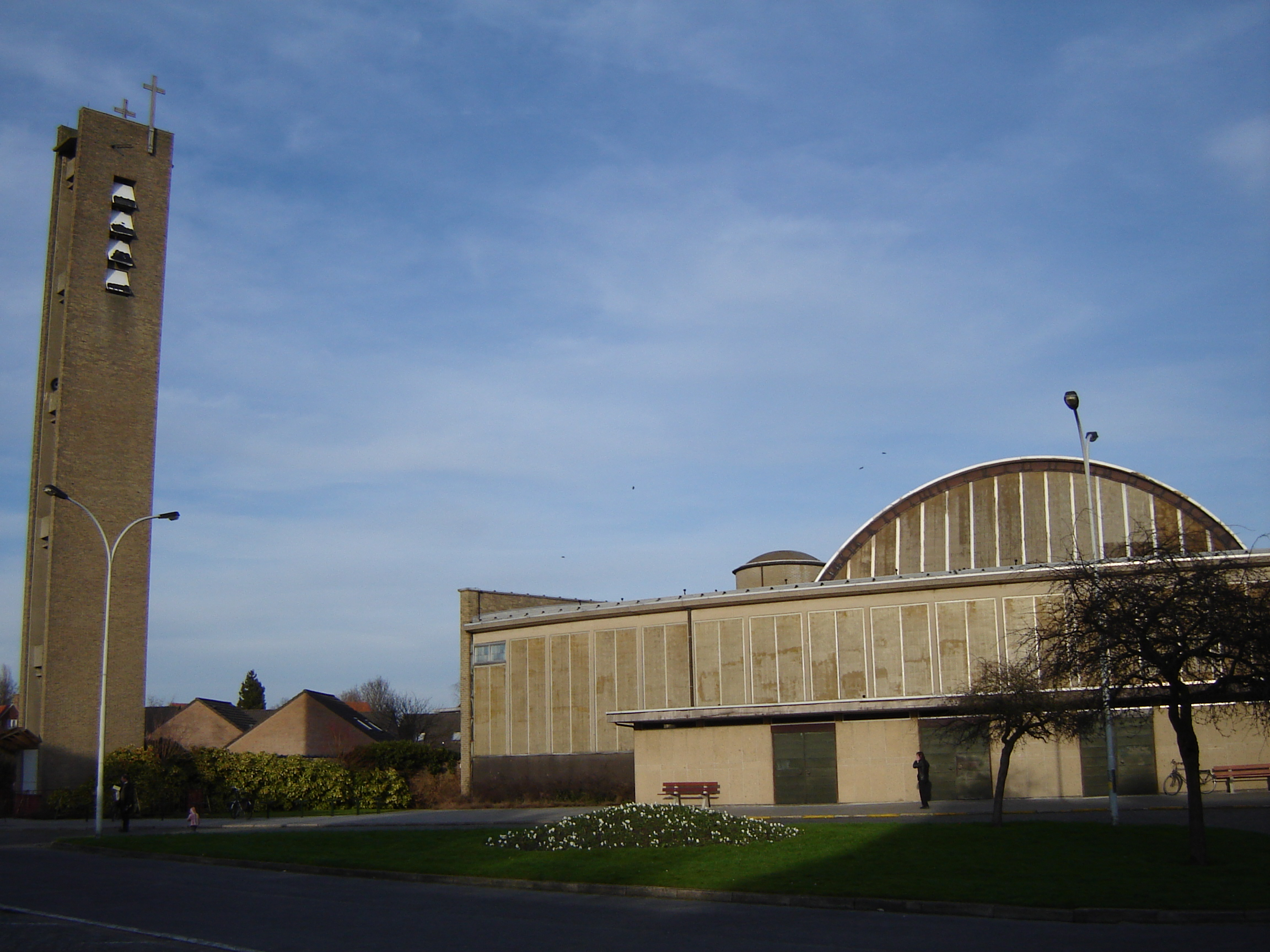
Sint-Pauluskerk

### 1899-nu: Brugse wijk
Aan de landelijke vrede kwam een einde toen bekend werd dat Brugge de gemeente wilde opslorpen. De gemeente Sint-Pieters-op-den-Dijk zou na 101 jaar onafhankelijkheid verdwijnen en bij Brugge worden gevoegd. In 1899 kwam immers een der eerste gemeentefusies in het koninkrijk België tot stand. Ze werd doorgevoerd voor de aanleg van de haven en daarbij horende stadsuitbreidingen. Bij Koninklijk Besluit van 12 juli 1899 werden de 1.200 inwoners van Sint-Pieters-op-den-Dijk Bruggeling, met ingang van 25 juli 1899.
Naar ontwerp van Josef Stübben werd aan planmatige stadsuitbreiding gedaan op het zuidelijke gedeelte van de vroegere gemeente met de aanleg van de wijk Kristus-Koning, die aan de ene kant van de Scheepsdalelaan gekenmerkt wordt door een residentieel kwartier, en aan de andere kant door een meer industrieel en volks kwartier die de naam van de ontwerper kreeg, het Stübbenkwartier.
In de loop van de 20e eeuw werd het grondgebied van Sint-Pieters meer en meer verkaveld. In de groeiende wijk ontstond reeds vóór de Tweede Wereldoorlog de behoefte aan een hulpkerk. Hiertoe werd in 1968 de Sint-Pauluskerk, in moderne stijl, gebouwd. Vanaf de jaren 1950 ontwikkelde zich een aanzienlijk industriegebied rond het Nijverheidsdok in de Brugse binnenhaven. Een groot ziekenhuis werd op 'Ruddershove' gebouwd vanaf de jaren 1960, in vervanging van het oude Sint-Janshospitaal binnen de oude stadsmuren.
Nu wonen er op het grondgebied van de vroegere gemeente ruim 12.000 inwoners, waarvan 7.500 in de wijk Sint-Pieters en 4.500 in de wijk Kristus-Koning.

## Bezienswaardigheden
- Zandwegemolen
- Kasteel Ten Poele
- Kasteel De Patente
- Kasteel Ruddershove
- Sint-Pieterskerk
- Sint-Pauluskerk
- Hoeve Peralta

## Verkeer en vervoer
De belangrijkste verkeersassen doorheen Sint-Pieters zijn de Oostendse Steenweg (N9) en de Blankenbergse Steenweg (N371). Langsheen het westen van de wijk loopt de Expresweg N31. Langs de zuidrand loopt het kanaal Brugge-Oostende.
Lijnen 3, 13 en 23 van de Brugse stadsbussen bedienen Sint-Pieters, alsook de streeklijnen 31, 33 en 35.
De wijk heeft ook een eigen treinstation: Brugge-Sint-Pieters.

## Landmerken

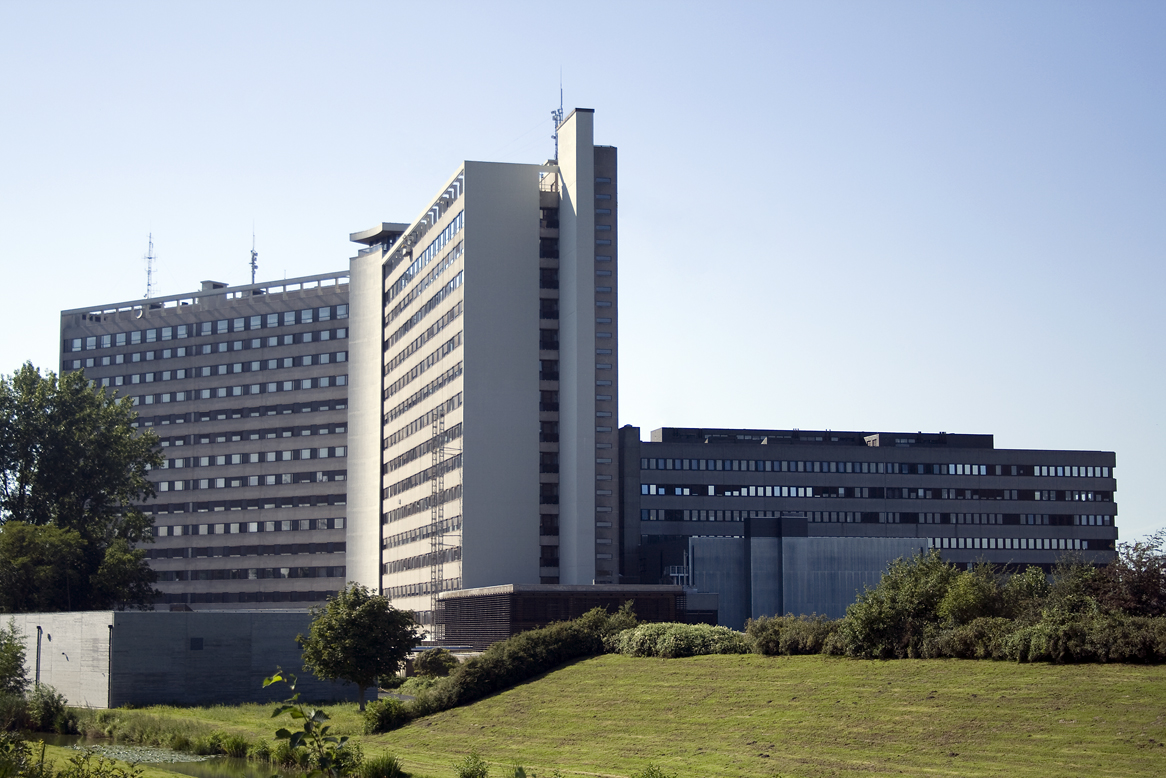
Het AZ Sint-Jan

- In Sint-Pieters bevindt zich het AZ Sint-Jan, het oudste ziekenhuis van het land (1150) en belangrijkste ziekenhuis van West-Vlaanderen.
- Naast het ziekenhuis staan de kantoren van het OCMW Brugge.
- Wat verder vindt men het psychiatrisch rusthuis Rustenburg.
- De Sint-Catharinadrukkerij en uitgeverij Tempelhof bevonden zich in Sint-Pieters, tot in het begin van de 21ste eeuw.
- In het noorden van Sint-Pieters ligt het bedrijventerrein Blauwe Toren, met onder meer het winkelcentrum B-Park.
- In het noordwesten ligt de Sint-Pietersplas, een groot watersport- en recreatiedomein.